# Esquadrão N.º 86 da RAAF
O Esquadrão N.º 86 foi um esquadrão da Real Força Aérea Australiana (RAAF) durante a Segunda Guerra Mundial. Formado em Março de 1943, foi enviado para Merauke, na Nova Guiné Holandesa, em Julho; ficou estacionado nesta localidade até Abril de 1944, tendo visto pouca acção. Depois de ser transferido de volta para a Austrália e ver o seu equipamento e efectivo a ser transferido para outras unidades, acabou por ser re-equipado com novo equipamento e militares, contudo, o cessar das hostilidades chegou antes de poder usar as suas novas aeronaves em batalha. Em Dezembro de 1945, o esquadrão foi dissolvido.